# 12月の虐殺
12月の虐殺（じゅうにがつのぎゃくさつ）は、朝鮮戦争中に共産軍が平壌を再占領した後、韓国政府による政治的動機による一連の処刑を指す。これらの処刑は韓国で行われたが、主にソウルおよびその周辺で行われた。韓国政府は数千人を処刑したと考えられているが、正確な人数の推定は困難。李承晩政権は国際社会から批判され、これらの処刑は彼の評判を損ねた。

## 背景
1950年10月、国連軍と大韓民国軍は、ほぼ全ての北朝鮮軍を壊滅させることに成功した。中華人民共和国は、もし国連軍が鴨緑江に接近した場合、中国が介入を余儀なくされる可能性があると警告した。10月末、中国軍は鴨緑江を越えて国連軍と韓国軍に対し攻撃を開始した。中国軍のいくつかの勝利により、国連軍と韓国軍は南へと退却し、12月初旬には国連軍が平壌を守れないことが明らかになり、間もなく平壌は再び占領された。

## 虐殺
平壌の陥落に対し、李承晩政権は共産主義者と見なされた者たちを激しく弾圧した。平壌の陥落後、大規模な処刑と逮捕が一般的になった。戦争を通じて計画的な処刑が頻繁に行われたが、通常はより小規模なものだった。10月、ロンドン・タイムズは、約300人の男女が拘束され、銃の台尻や竹の棒で殴られたと報じた。他の拷問方法としては、竹の破片を爪の下に刺し込む方法や、公共の場所での集団銃殺があった。1950年12月15日金曜日、イギリスとアメリカの部隊は、ソウル郊外で800人以上の政治犯が処刑されるのを目撃した。報告によると、女性や子供を含む囚人がトラックに積まれ、掘られた塹壕に降ろされて処刑され、そのまま埋められたとされる。処刑は5人の射手によって行われ、7時30分に開始され、8時10分に終了した。目撃者の一人は、約8歳の少年が塹壕の中で泣きながらひざまずき、護衛の一人に向かって振り返った後に射殺されたと述べている。犠牲者には、共産主義者と見なされた者、破壊工作員、殺人者が含まれていた。国連軍がこれらの処刑を十分に記録していたにもかかわらず、韓国政府は不正行為のすべての主張を否定し続けた。

## 反応
国際社会は、南部での大量処刑の報道に対して憤りを示した。世界中で、李承晩政権に対して直ちに処刑を停止するよう求める声が上がった。ほとんどの報告によれば、国連軍は大量処刑に対して嫌悪感を示した。イギリスの兵士は、韓国軍が囚人を彼らのキャンプからわずか45メートルの距離で処刑するのを目撃し、子供たちの処刑が朝食中に始まったため、その場を離れざるを得なかったと報告した。国連の指揮官たちは、このような処刑が自分たちの任務に悪影響を及ぼす可能性があることを懸念したが、処刑に対する調査はほとんど行わなかった。李承晩は、すべての大量処刑を中止し、囚人に対する死刑を減らすと約束した。彼は国連の指導者たちに対して、処刑が停止され、徹底的な調査と軍法会議が行われるという保証を与えたが、処刑がその後も続いたかどうかを評価するのは困難。

## 歴史的意義
同じ年の初めに、李承晩政権は保導連盟事件を引き起こし、6万人から20万人の共産主義者やその支持者と見なされた人々が殺害された。12月の虐殺は、李承晩政権に対する国際的な圧力と批判をさらに強めた。大量処刑の報告は、韓国政府の正当性を損ない、その結果、国連の介入の信頼性にも悪影響を及ぼした。大量処刑は12月の虐殺以降、徐々に減少したが、この事件は李承晩政権の抑圧的なイメージをさらに強化した。これらの虐殺は共産主義勢力にとって政治宣伝材料となり、何年にもわたって韓国政権を非難するために利用された。